# Харпер, Ханна
Ханна Харпер (англ. Hannah Harper) — британская эротическая модель, порноактриса и кинорежиссёр. Обладательница звания «Киска месяца» (Pet of the Month) в апреле 2002 года по версии журнала «Penthouse».

## Биография
Ханна Харпер родилась 4 июля 1982 года в Бриксхеме, небольшом рыбацком городе графства Девон (Великобритания). Детство Ханны прошло там же, в Бриксхеме, где её родители работали в местных домах отдыха. Ещё в школе Харпер принимала активное участие в различных театральных постановках, увлекалась танцами. Позже Ханна поступила в местный колледж (South Devon College) на факультет психологии (A-level, после сдачи экзамена на который получила сертификат, позволяющий поступить в университет). Одновременно с учёбой Ханна подрабатывала администратором в гостинице, барменом, официанткой
В 2001 году Ханна Харпер по приглашению своего первого мужа переехала в Лондон, где начала карьеру модели. Через год Харпер переехала в Лос-Анджелес, где снималась в любительских порно-видео, прежде чем начать с работать Беном Довером над своим первым профессиональным фильмом. В Америке Ханна заключила контракты с компаниями Legend Entertainment и Sin City Video. Периодически сотрудничала с агентством LA Direct Models, основанным её бойфрендом, британским порноактёром Беном Инглишем. Сотрудничество продолжалось до середины 2004 года, пока Харпер и Инглиш не расстались (не исключено, что разрыв произошёл потому, что помимо Бена Ханна имела отношения с порноактрисой Мэри Кэри).
В апреле 2002 года Ханна Харпер становится обладательницей звания «Киска месяца». Фотографии Харпер появлялись на обложках в таких журналах, как «High Society», «Hustler» (на обложке майского номера 2001 года), «Club Confidential» (июнь 2004 года) и «Club International» (июль 2004 года). Некоторое время Ханна даже вела авторскую колонку «Harper’s Bizarre» в журнале «AVN Insider», а в 2004 году попробовала себя в роли кинорежиссёра.
В конце 2006 года Харпер расторгла контракт с Sin City, и все дальнейшие её работы имели упор на эротику, а не порнографию. Также Ханна продолжила образование по курсу психологии. В 2009 году снялась в низкобюджетном фильме ужасов «Ракообразное» (Crustacean).